# Hans Tanis
Johannes Paulus (Hans) Tanis (Barendrecht, 14 juli 1961) is een Nederlandse bestuurder en politicus namens de Staatkundig Gereformeerde Partij (SGP). Sinds 22 januari 2019 is hij wethouder in de gemeente Altena. Eerder was hij actief als wethouder in Sliedrecht en bekleedde hij verschillende functies binnen de SGP.

## Biografie
Tanis groeide op in Barendrecht en Sliedrecht als vierde van zes kinderen. Na het behalen van zijn havo-diploma aan de locatie "Guido de Bres" van het Wartburg College in Rotterdam, volgde hij een opleiding SPD bedrijfsadministratie. Vervolgens specialiseerde hij zich via de opleiding Qualified Controller bij NIVE. Van 2005 tot 2007 behaalde hij zijn Master of Business Administration (MBA) aan de NCOI Business University.
Zijn politieke loopbaan begon bij de SGP-jongeren, waar hij van 1991 tot 1999 landelijk voorzitter was. Na zijn vertrek bij de jongerenorganisatie trad hij toe tot het hoofdbestuur van de SGP, onder andere als penningmeester. 
In mei 1998 werd Tanis gemeenteraadslid in Sliedrecht voor de ChristenUnie-SGP-fractie. Deze functie bekleedde hij tot april 2008. Daarna diende hij van mei 2008 tot januari 2019 als wethouder in Sliedrecht, met portefeuilles als financiën, economie en regionale samenwerking. In deze periode was hij ook loco-burgemeester van Sliedrecht, vice-voorzitter van het bestuur van de Drechtsteden en van 2010 tot 2012 bestuurslid van de Veiligheidsregio Zuid-Holland-Zuid. Hij speelde een belangrijke rol in de verbreding van de A15 tussen Sliedrecht en Gorinchem.
Bij de vorming van de fusiegemeente Altena in januari 2019 werd Tanis benoemd tot wethouder. In deze functie is hij verantwoordelijk voor onder andere financiën, volkshuisvesting, mobiliteit (inclusief de A27) en diverse havenprojecten.

## Nevenfuncties
Als wethouder vervult Tanis diverse nevenfuncties, waaronder:
- Lid van het Algemeen Bestuur van de Gemeenschappelijke Regeling WAVA (MidZuid)
- Lid van het Algemeen Bestuur van het Streekarchief Langstraat Heusden Altena
- Lid van het Algemeen Bestuur van het Samenwerkingsverband Vastgoedinformatie Heffing en Waardebepaling (SVHW)
- Voorzitter van de Raad van Toezicht van Stichting De Bergsche Maasveren

## Privé
Tanis is getrouwd en heeft vijf kinderen. Zijn vader was predikant binnen de Christelijke Gereformeerde Kerken, de kerk waarvan Tanis zelf ook lid van is.
- International Standard Name Identifier: 0000 0003 9041 5295
- Nederlandse Thesaurus van Auteursnamen: 160883415
- Virtual International Authority File: 283968521
- WorldCat: E39PCjy7WC4t4B9xmk4QHPdwBX